# Condado de Butts
El condado de Butts (en inglés: Butts County) es un condado en el estado estadounidense de Georgia. En el censo de 2000 el condado tenía una población de 23 759 habitantes. La sede de condado es Jackson. El condado es parte del área metropolitana de Atlanta.

## Historia

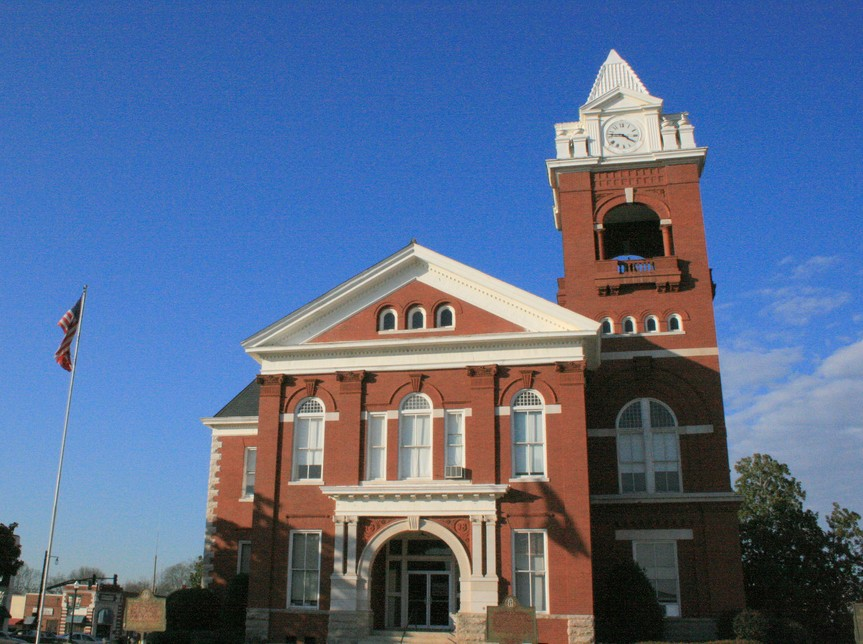
Juzgado del condado de Butts en Jackson.

El condado fue creado en 1825 por la Asamblea General de Georgia y fue nombrado en honor al capitán Samuel Butts. Un año después, Jackson fue la primera ciudad del condado en ser creada y se convirtió en la sede de condado. Posteriormente se crearon varios pueblos y ciudades: Indian Springs (1837), Flovilla (1883), Jenkinsburg (1889) y Pepperton (1897).
Gran parte del condado de Butts fue destruida por el ejército del general William Tecumseh Sherman durante la campaña de Savannah en la Guerra de Secesión. El condado de Butts tuvo dificultades para volver a ser económicamente estable. La llegada del primer ferrocarril el 5 de mayo de 1882 ayudó al crecimiento del condado. En 1910 se construyó la presa Lloyd Shoals, la cual creó el lago Jackson, el cual ha sido uno de los principales destinos turísticos del condado.

## Geografía
Según la Oficina del Censo, el condado tiene un área total de 492 km² (190 sq mi), de la cual 483 km² (187 sq mi) es tierra y 9 km² (3 sq mi) (1,79%) es agua.

### Condados adyacentes
- Condado de Newton (norte)
- Condado de Jasper (este)
- Condado de Monroe (sur)
- Condado de Lamar (suroeste)
- Condado de Spalding (oeste)
- Condado de Henry (noroeste)

## Autopistas importantes
- Interestatal 75
- U.S. Route 23
- Ruta Estatal de Georgia 16
- Ruta Estatal de Georgia 36
- Ruta Estatal de Georgia 42
- Ruta Estatal de Georgia 401

## Demografía
En el  censo de 2000, hubo 19 522 personas, 6455 hogares y 4867 familias residiendo en el condado. La densidad poblacional era de 105 personas por milla cuadrada (40/km²). En el 2000 había 7380 unidades unifamiliares en una densidad de 40 por milla cuadrada (15/km²). La demografía del condado era de 69,22% blancos, 28,82% afroamericanos, 0,39% amerindios, 0,26% asiáticos, 0,02% isleños del Pacífico, 0,34% de otras razas y 0,95% de dos o más razas. 1,42% de la población era de origen hispano o latino de cualquier raza. 
La renta promedio para un hogar del condado era de $39 879 y el ingreso promedio para una familia era de $44 937. En 2000 los hombres tenían un ingreso per cápita de $33 155 versus $21 869 para las mujeres. La renta per cápita para el condado era de $17 016 y el 11,50% de la población estaba bajo el umbral de pobreza nacional.

## Ciudades y pueblos
- Flovilla
- Jackson
- Jenkinsburg